# Saint-Jean-de-Chevelu
Saint-Jean-de-Chevelu é uma comuna francesa na região administrativa de Auvérnia-Ródano-Alpes, no departamento de Saboia. Estende-se por uma área de 12,72 km². Em 2010 a comuna tinha 833 habitantes (densidade: 65,5 hab./km²).